# ヨン・グイデッティ
ヨン・アルベルト・グイデッティ（John Alberto Guidetti, 1992年4月15日 - ）は、スウェーデン・ストックホルム出身のサッカー選手。ポジションはFW。AIKソルナ所属。元スウェーデン代表。
父方の祖父はイタリア・エミリア＝ロマーニャ州フェラーラ出身であり、家族はローマにアパートメントも所有している。また、父方祖母からブラジル人の血も引く。

## クラブ経歴
父親がナイロビで学校プロジェクトに携わっていた関係で2度に渡ってケニアに在住し、貧困地域に住む年上の少年たちとともにプレーした。

### ブロマポイカルナ
ケニアのリギ・ヌドゴSCというアカデミーでプレーした後、スウェーデンのIFブロマポイカルナの下部組織に入団した。インテル、UCサンプドリア、SSラツィオ、ASローマ、アヤックス・ケープタウンなど多くのクラブが彼の獲得を目指したが、2008年4月、15歳の時にイングランドのマンチェスター・シティFCと3年契約を結んだ。

### マンチェスター・シティ
2008-09シーズンはU-18チームでプレーし、13試合に出場して13得点を挙げた。続けて彼はリザーブチームに招集され、バーンリーFCのリザーブチームとの試合でハットトリックを達成して鮮烈にデビューした。アルスヴェンスカンの2010年シーズン開幕前、古巣のIFブロマポイカルナはレンタル移籍でのグイデッティ獲得を試み、アルスヴェンスカンではわずか8試合の出場ながら3得点4アシストを記録した。マンチェスター・Cのロベルト・マンチーニ監督の希望で2010年夏プレシーズンのアメリカ遠征に帯同すると、スポルティングCPとのプレシーズンマッチでトップチームデビューした。9月22日、フットボールリーグカップ3回戦のウェスト・ブロムウィッチ・アルビオンFC戦 (1-2) で先発出場して公式戦デビューし、ジョーの得点をアシストした。

#### バーンリーへのレンタル移籍
2010年11月25日、1か月の短期契約でバーンリーFCにレンタル移籍した。12月26日のバーンズリーFC戦 (2-1) で初めて先発出場し、移籍後初得点を挙げた。バーンリーFCとの契約にはレンタル期間を延長するオプションが付けられていたが、マンチェスター・Cがレンタル期間延長を望まず、2011年1月にマンチェスター・Cに復帰した。UEFAヨーロッパリーグ決勝トーナメントの登録リストに加えられたが、2010-11シーズン後半戦は公式戦に1試合も出場していない。マンチェスター・Cとの契約は2011年夏に満了することになっており、オランダのFCトゥウェンテへの移籍の噂もあったが、2011年7月19日、マンチェスター・Cとの契約を3年間延長した。

#### フェイエノールトへのレンタル移籍
2011年8月31日、移籍期間最終日にオランダ・エールディヴィジのフェイエノールトにレンタル移籍した。 9月11日のNACブレダ戦でデビューすると、その試合でチームメイトが獲得したPKのキッカーの座を要求し(エールディヴィジライヴが1年後に作成したドキュメンタリー番組"John Guidetti The Goalden Year"の中ではグイデッティは「レールダムに『蹴りなよ、君は新ストライカーなんだから』とボールを渡され、信頼を感じた」と語っている)、初得点となるPKを決めた。11月20日のフィテッセ戦 (4-0) で初めてPK以外でのゴールを挙げ、12月11日、FCトゥウェンテ戦 (3-2) ではハットトリックを達成した。2011-12シーズン前半戦は12試合の出場で11得点を挙げ、得点ランキング4位に付けた。2012年1月29日、アヤックス・アムステルダムとのデ・クラシケル (4-2) では数日前に喉の炎症を起こしてベストなコンディションでは無かったにも関わらずシーズン2度目のハットトリックを達成し、約6年ぶりのデ・クラシケル勝利の立役者となった。2月12日のフィテッセとのホームゲームでもハットトリックを達成し、デ・カイプでの3試合連続ハットトリックというエールディヴィジでは同郷のオフェ・キントファル以来史上二人目の歴史的記録を残す。フェイエノールトの選手の1シーズン3回のハットトリックも2005-06シーズンのディルク・カイト以来の記録。2月18日のRKCとのホームゲーム、雨で苦戦していた後半にグイデッティはPKで先制点を決めるが、解放感からシャツを脱いでしまい、2枚目の警告を受けて退場処分に。グイデッティは「人生最悪の瞬間だった」と監督、チームメイト、サポーターに謝罪したが、次節に組まれていた重要なPSVとのアウェーゲームを出場停止となった。4月14日のエクセルシオール戦後に食中毒がきっかけとなり神経炎を発症。メディカル・スタッフの素早い対応でフットボール・キャリアを失うことは避けられたが、その後シーズンの終盤戦は出場することができなかった。しかしグイデッティの抜けたチームはリーグ最終戦でヘーレンフェーンを下して2位でシーズンを終え、CL予選出場権を獲得、試合後にグイデッティは街中でサポーターに囲まれ、肩に担がれてフェイエノールト・フラッグを振りながらデ・カイプでのセレモニーに向かった。このセレモニーの中でグイデッティはスタンドのファンに向けて"Feyenoord till I die"と歌っている。このシーズンは23試合で20ゴール8アシストを記録、その数字以上のインパクトと存在感を残したグイデッティは低迷していたフェイエノールトの復活の象徴と見なされており、今もロッテルダムではカルト的人気を誇っている。

### マンチェスター・シティ復帰
マンチェスター・シティに戻った後に2017年までの新契約にサイン。その後も神経炎のリハビリには数ヶ月を費やすも無事に完治、後半戦はコンディションを戻して21歳以下のチームで復帰して6試合で5得点を記録したが、トップチームでの出場機会は得られなかった。

#### ストーク・シティへのレンタル移籍
2014年1月14日、ストーク・シティFCにレンタル移籍した。

#### セルティックFCへのレンタル移籍
2014年夏の移籍市場最終日である9月1日にセルティックFCへのレンタル交渉が行われ、わずかな差でスコットランド・フットボール協会への書類提出が間に合わず移籍は無くなったと思われたが、数日後にFIFAがレンタル移籍を認めて成立。10月29日のスコティッシュ・リーグ・カップの準決勝でPartick Thistle相手 (6-0) にハットトリックを達成、10月のスコットランド・プレミア・リーグ月間最優秀選手に選ばれた。

### セルタ
マンチェスター・シティとの契約を満了し退団すると、2015年7月11日にリーガ・エスパニョーラのセルタに5年契約で移籍した。

#### アラベスへのレンタル移籍
2018年1月8日、デポルティーボ・アラベスへシーズン終了までのレンタル移籍が発表された。

### アラベスへの完全移籍
2018年5月29日、デポルティーボ・アラベスは買取オプションを行使し、グイデッティと新たに2022年までの4年契約を締結したことを発表した。

### ハノーファーへのレンタル移籍
2020年1月17日、ハノーファー96への2019-20シーズン終了までのローン移籍が発表された。

### 母国復帰
2022年7月1日、フリーで母国のAIKソルナに加入することが決定した

## 代表経歴

### 世代別代表
U-19スウェーデン代表としては14試合で14得点を挙げており、この中にはFIFA U-20ワールドカップに出場したU-19オランダ代表から挙げた鮮烈な4得点も含まれる。UEFA U-21欧州選手権予選を戦っていたU-21スウェーデン代表はグループ首位に立っており、グイデッティが飛び級で出場するまでもないと思われていたが、2010年6月のU-21イスラエル代表戦とU-21モンテネグロ代表戦では負傷離脱中のエースアゴン・メフメティに代わって招集され、U-21イスラエル代表戦 (1-0) に先発出場した。U-21スウェーデン代表では良いプレーを見せていたにもかかわらず、Jörgen Lennartsson監督の戦術的な判断により、U-19スウェーデン代表への招集が優先され、U-19ポーランド代表戦では4分に先制点を挙げた。U-21スウェーデン代表がU-21イスラエル代表に敗れると、グイデッティは本大会進出がかかるU-21ブルガリア代表戦 (1-0) のために再びU-21スウェーデン代表に招集され、決勝点を挙げて1-0で勝利した。

### A代表
2012年2月29日のクロアチアとの親善試合でA代表デビュー。2016年6月5日のウェールズとの親善試合で代表初得点を挙げた。

## 評価
- フェイエノールトのロナルド・クーマン監督は、グイデッティがハットトリックを達成したデ・クラシケルの後に「彼は19歳という若さですでにフェノメーン(並外れた存在)だ。私もそんなに見たことがない。賢く、チームに自信と落ち着きを与えてくれる選手。彼がいると他の選手も良くなるんだ。それにあの若さであれだけ強いメンタルを持っている選手もそうそういない。他の選手も彼に惹きつけられ、引っ張られている。自分の自信を周囲に放ち、毎試合結果として見せてくれる選手がチームにいるのは素晴らしいことだ」と讃えた[38]。
- フェイエノールトのFWコーチであるロイ・マカーイはグイデッティについて「彼は勝利者。喋りすぎることがあるとは私は思わないし、それも彼の一部。ショーマンだが、自分自身を高みへ伸ばそうと全てに全力を尽くす人間だ」と語った[39]。
- フェイエノールトでのチームメイトだったヨルディ・クラーシはグイデッティについて「彼はチーム全体がおかしくなった時に引っ張ってくれる。チームにとって素晴らしい存在。スタジアムを熱狂させられる選手であり、若いけど勝利者」と語った[40]。
- フェイエノールトでのチームメイトだったカリム・エル・アフマディはグイデッティについて「クラブに来てすぐに大口を叩いて、『お調子者が来たな』と思った。でも彼はロッカールームの音楽を手配し、ゴールを決めた。行動も言動もフェイエノールトに完璧にフィットしていた。クーマンと彼が僕らに自分たちは無敵だというフィーリングを与えてくれた。19歳の彼が僕らを引っ張り、全ての選手の目を覚ましたんだ」と語った[41]。
- フェイエノールト時代にこのクラブのレジェンドであるヴィレム・ファン・ハネヘムはRKC戦での脱ぎパフォでの退場を受けて「わずか19歳の若者が毎週満員のスタジアムのプレッシャーを一身に受けて、それに応え続けてきたことを理解してあげないといけない」とグイデッティを擁護した上で、「彼はこのまま行けば偉大なキャリアを進むだろう。何よりも彼の大きなクオリティはチームが上手く行かない時にスタンドを巻き込んで『何かしなければいけない』というサインをチーム全体に送れることだ」と語った[42]。
- 同じスウェーデン人ストライカーであり、フェイエノールトのレジェンドでもあるオフェ・キントファルはグイデッティについて「まだ19歳なのに、ゴールを決めるだけではなくほとんど何でもできる、正真正銘のオールラウンダーだ。ピッチ上を走り回るプレースタイルはウェイン・ルーニーのようなタイプ」と語った[43]。
- オランダの大衆紙Algemeen Dagbladのフットボール面編集者のクリス・ファン・ナイネッテンはコラムの中で「グイデッティの特別なクオリティは周りの環境に自分を合わせないこと。成功できないことへの拒絶とほとんど過剰なまでの責任感という点では若き日のクラレンス・セードルフを思い起こさせる。チームをメンタル面で成長させる彼のクオリティはお金には変えられない」と書いた[44]。

## エピソード
- レンタル先にフェイエノールトを選んだ理由を聞かれた際に、「15歳以下のユース代表でオランダに来た時にデ・カイプを訪れ、友人に『いつかここでプレーする』と言ったんだ」と話しており、特に熱狂的なフェイエノールト・サポーターに大きな感動を覚えた彼は、前シーズン10位のクラブで「サポーターのためにも優勝したい」と公言して周囲を驚かせた[45]。
- フェイエノールト時代はピッチ上での放漫にも見える振る舞いで注目を浴び、特にアウェーでのRKC戦後半に同点ゴールを決めたグイデッティが大きな身振りで『残り時間でもう1点とって勝つ！』とチームメイトを鼓舞したシーンが話題になって保守的な専門家 ヤン・ムルデルに「マナーを学ぶべき」と批判されたが、ほとんどのオランダ人はその遠慮の無さを若々しさの象徴と捉え、好印象を抱き熱狂した[46]。
- 相手選手にも遠慮無く話しかけることで知られ、フェイエノールト時代にPSVとのホームゲームで前シーズンまでフェイエノールトに所属し、大ブーイングを受けながらプレーしていたジョルジニオ・ワイナルドゥムには「一体どうして出て行った?フェイエノールトでまだ楽しくプレーできたはず」と話しかけた[47]。ホームでのアヤックス戦ではプレーが止まった後にボールを離さなかったクラーシとクリスティアン・エリクセンが小競り合いになり、両チームの選手たちの揉み合いの中でエリクセンに押されたグイデッティは「君は正しいけど私を押すな」と言い放ち、自らのハットトリックで勝利した試合終了後にピッチを去ろうとするエリクセンに「私を怒らせるとどうなるか分かったろ?」と語った[48]。
- フェイエノールト時代のユニフォームを脱いでの2枚目退場をグイデッティは深く後悔しており、後に「あの時脱いでいなければ試合に勝っていたし、私が出ていれば次のPSV戦だって勝てた。素晴らしいシーズンを送れたと振り返って誇らしい気持ちになるが、その度に『私たちはもっとやれたはず』と思ってしまう」と2位に終わったシーズンを振り返っている。
- TV番組で食中毒の原因を聞かれ「チキン。怖ろしいチキン」と答えた。
- 神経炎の経験について、グイデッティは「神様がおまえはトップ選手にはなれないと言っているのかもしれないと思った。自分にはどうにもならないことでも全ての事には理由がある。この病気を経て私はもっと強くなったし、もっと良い選手になった」と語っている。
- その後セルティックで復活したグイデッティは「2年前は私はまだ病院にいたし、もう二度とフットボールはできないと思われてい。またこうしてプレーできるのは神様の贈り物だ。チャンスをくれたセルティックに感謝したい」と語っている。
- 2012-13シーズンのCL グループステージでマンチェスター・シティがアヤックスと対戦した際、アウェーではマンチェスター・シティのサポーターがグイデッティのチャントを歌いながらアムステルダムの街中を歩き、ホームではスタジムでグイデッティの映像が流れてアヤックス・サポーターからブーイングが起きた。
- マンチェスター・シティ復帰後もtwitter上で度々フェイエノールト・サポーターと積極的な交流をしており、2012年10月にCLのアヤックス対マンチェスター・シティ戦とエールディヴィジのフェイエノールト対アヤックス戦が1週間に続いた際には「1週間で2回020が負けるのを見たい」(020はアムステルダムの市外局番でオランダではアヤックスを指す)とツィートして話題を呼んだ。
- 2013年4月にPSVとFCトゥエンテがレンタルに動いているという報道がされたが、グイデッティはフェイエノールトのテクニカル・ディレクターマルティン・ファン・ヘールに電話で「フェイエノールト以外のオランダの他のクラブで私がプレーする事は絶対に無いから安心して」と語った。
- グイデッティのゴールパフォーマンスはピッチ上にうつ伏せになる死体ごっこが有名。初めて行ったのはフェイエノールトでのトゥエンテ戦でハットトリックとなる3点目を決めた後だった。グイデッティが神経炎で離脱した終盤のヘラクレスとのホームゲームではチーム2点目を決めたジェルソン・カブラルがスタンドから見守っていたグイデッティに向けてこのパフォーマンスを行い、グイデッティは涙を流した[49]。
- 2012-13シーズンにエールディヴィジ・ライヴがドキュメンタリー番組 "John Guidetti The Goalden Year"を制作、2012年10月のデ・カイプでのデ・クラシケルにグイデッティを招待した際のインタビューを中心にオランダでのシーズンを振りかえる内容で、2013年1月に放送された。
- 2014年夏の移籍市場でフェイエノールトがグイデッティの獲得に動いたが、2年間のメディカル検査のデータをチェックした上で「元のトップレベルに戻る確信が持てない」と判断、移籍金とサラリーの高さからリスクが高すぎると断念した。そのニュースを知ったグイデッティは'Karma is a bitch, as they say'と不満のツィートをしたが、それに続いて「一つはっきりさせたい、私はフェイエノールトが上手く行く事をいつも願っているし、あの素晴らしいファンはそれに相応しい」とフェイエノールトへの変わらぬ気持ちを示した[50]。
- 2014年夏の移籍市場では、スコアラーを捜していたアヤックスの監督フランク・デ・ブールが「グイデッティは我々のリストに入っている」と発言した[51]。
- 2016-17シーズンでもセルタの選手としてELでアヤックスと対戦。グイデッティはアムステルダムでの試合前からSNSでロッテルダムとフェイエノールトへの気持ちを示す一方でアヤックスを挑発。Vigoで行われた試合当日にはアヤックスファンによって行きつけのレストランの窓が割られ、グイデッティの代表ユニフォームが燃やされた[52]。11月3日のアウェーゲームでは主力温存でベンチスタートとなったがHTのウォーミングアップからアヤックスファンの大ブーイングを受け、三本指を立ててそれに返答。70分過ぎに途中出場すると最初のタッチでゴールを決め、耳に手を当ててブーイングを煽り、"Feyenoord, Feyenoord!"と叫んだ。この行為について試合後に「ロッテルダムとフェイエノールトのために何かするのは常に素晴らしいこと。私がフェイエノールトのファンなのはずっと変わらない。どこでプレーしようとフェイエノールトはマインクラブ。だから私はアヤックスのファンじゃない」 とコメントしている[53]。この試合での出来事についてコラムニストのアウケ・コクは「不適切でもあるが、グイデッティが自らを状況に適応させず、イタリア人のDNAを無制限に発揮させるのは愉快なこと。彼は感情的で、動物的で、おかしな奴。だからこそマンチェスター・シティからのレンタルされた人物がたった1シーズンで見せたことが5年経った今でも我々の中に残っているんだ。彼がこういう存在でなかったらもうみんな飽きている」と依然としてグイデッティのオランダでの影響力の大きさをコラムで語った[54]。
- 2020年4月、スウェーデンメディアからの取材で、「あなたのキャリアで最も輝いたシーズンはいつか」と問われた際、20ゴールを決めたフェイエノールト時代ではなく、セルタでの1年目を選んでいる[55]。

## 代表歴

### 出場大会
- スウェーデン代表
  - 2018 FIFAワールドカップ

### 試合数
- 国際Aマッチ 29試合 3得点（2012年-2020年）[56]

| スウェーデン代表 | 国際Aマッチ | 国際Aマッチ |
| 年               | 出場        | 得点        |
| ---------------- | ----------- | ----------- |
| 2012             | 1           | 0           |
| 2013             | 0           | 0           |
| 2014             | 1           | 0           |
| 2015             | 3           | 0           |
| 2016             | 12          | 1           |
| 2017             | 2           | 0           |
| 2018             | 7           | 1           |
| 2019             | 2           | 1           |
| 2020             | 1           | 0           |
| 通算             | 29          | 3           |

## タイトル

### クラブ
セルティックFC
- スコティッシュ・リーグ・カップ 2014-15